# ألطاف (اسم)
أَلْطَاف هو اسم علم مؤنث من أصل عربي، جاء الاسم على صيغة جمع (المفرد: اللطف)، ومعناه هو الإحسان والهدية.